# سیارک ۱۱۹۴۳
سیارک ۱۱۹۴۳ (به انگلیسی: 11943 Davidhartley، نامگذاری:1993OF9) یازده هزار و نهصد و چهل و سومین سیارک کشف شده‌است که در ۲۰ ژوئیه ۱۹۹۳ کشف شد.
قدر مطلق سیارک برابر ۱۲٫۴۰ است.